# Ancylonotini
Ancylonotini  (лат.) — триба жуков-усачей из подсемейства ламиин.

## Описание
Способны сильно подгибать голову в сторону переднегруди. Элитры часто бугорчатые, с гребешками или рёбрышками. На голенях средних ног имеется бороздка или вырезка.

## Систематика
В состав трибы включают 36 родов.
- Ancylonotopsis Breuning, 1938
- Ancylonotus Thomson, 1864
- Apalimnodes Franz, 1966
- Cnemolia Jordan, 1903
- Cnemolioides Breuning, 1938
- Dorcoeax Breuning, 1946
- Falsidactus Breuning, 1938
- Haploeax Aurivillius, 1907
- Idactus Pascoe, 1864
- Lasiopezus Pascoe, 1859
- Latisternum Jordan, 1894
- Oeax Pascoe, 1864
- Palimna Pascoe, 1862
- Paracnemolia Breuning, 1935
- Paralatisternum Breuning, 1963
- Paridactus Gahan, 1898
- Paroeax Jordan, 1903
- Phloeus Jordan, 1903
- Pseudoeax Breuning, 1938
- Sarathropezus Kolbe, 1894
- Stenophloeus Breuning, 1938
- Trichoeax Breuning, 1938

## Распространение
Встречаются в Афротропике, Палеарктике и Ориентальной области. Центром разнообразия является Африка. В Палеарктике только один род Palimia.